# Boyos
Boyos (en latín, Boii, plural, singular Boius; griego Βόϊοι) es el nombre romano de una tribu de la Edad del Hierro ubicada al principio de su historia en la Europa central, quizás en las regiones que aún conservan su nombre: Baviera y Bohemia. Los historiadores griegos y romanos de finales de la República romana y los imperiales los consideraban una tribu gala o celta; esto es, un miembro de un grupo étnico europeo más amplio. Las inscripciones en diversas ubicaciones indican que los segundos hablaron idiomas de la familia céltica. La lengua específica de los boyos, sin embargo, se desconoce.
La tribu ha sido atestiguada en diversas ocasiones por varios historiadores en la Galia Cisalpina (sureste de Francia), Panonia (lo que hoy es Hungría occidental), Bohemia, Moravia y Eslovaquia occidental. Además la evidencia arqueológica señala que en el siglo II a. C. los celtas se expandieron desde Bohemia (tierra natal de los boyos) a través del valle del Kłodzko hacia Silesia, hoy parte de Polonia.
Aparecen por vez primera en la historia en relación con la invasión gala del norte de Italia, 390 a. C., que desplazó a algunos etruscos en el valle del río Po y dio como resultado la asimilación del resto. Tras una serie de guerras en que fueron derrotados por los romanos, se convirtieron en parte de la provincia de la Galia Cisalpina (norte de Italia). Los boyos y otros celtas de la región del Danubio pudieron haber formado parte de la invasión celta de Grecia un siglo después de la invasión de Italia. Fueron derrotados, pero no antes de haberse asentado en Anatolia central, región que pasó a ser conocida como Galacia. Dos siglos más tarde Julio César documentó el último desplazamiento de los boyos de la región del Danubio por los suevos germanos, la pérdida de la mayor parte de su población en batallas contra los romanos y la dispersión de los supervivientes entre otras tribus.
El resto de la población boya bajo esta u otra denominación estaba entonces muy dispersa. Para la época del Imperio romano se habían asimilado a las culturas dominantes en sus regiones. La estructura tribal fue reemplazada por un gobierno tipo monárquico o imperial, y los boyos desaparecieron en todo salvo en nombres y tradiciones locales, que perduraron algún tiempo.

## Etimología y nombre

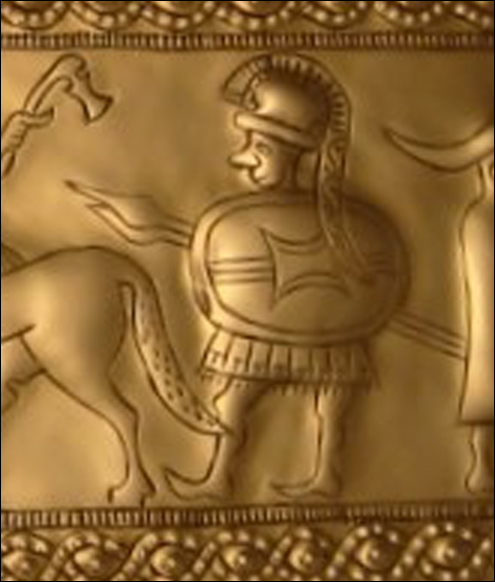
Parte de la reproducción de la placa de cinturón de bronce de Vace, Eslovenia, 400 a. C., cultura Hallstatt.

De todos los diferentes nombres los pueblos celtas en la literatura e inscripciones, es posible abstraer un lexema del céltico continental, boio-. Hay dos derivados principales de este lexema en las lenguas celtas, ambas presuponiendo que pertenezca a la familia de lenguas indoeuropeas: vaca y guerrero. Los boyos serían así «pueblo del ganado» o «pueblo guerrero». 
El derivado de vaca (en latín, bos/bovis) depende de manera casi directa del término legal irlandés antiguo para "forastero", amboue, del protocelta *ambouios, "no propietario de ganado". En una referencia a los primeros boyos históricos, Polibio relata que su riqueza estaba formada por ganado y oro, que dependían de la agricultura y de la guerra, y que el rango de un hombre dependía del número de compañeros y siervos que tenía. Los segundos eran, presumiblemente, los *ambouii, en oposición al hombre de rango, que era *bouvios, un ganadero, y los *bouii eran originariamente una clase, "los ganaderos".
El derivado de guerrero (en latín, bellator) fue adoptado por el lingüista Julius Pokorny, que lo presentaba como procedente del indoeuropeo *bhei(ə)-, *bhī-, "golpe"; sin embargo, al no encontrar ningún nombre celta relacionado con él salvo los boyos, aporta ejemplos de alguna manera más apartados de los originales retrocediendo en el tiempo: phohiio-s-, un nombre personal venético; Boioi, una tribu iliria; Boiōtoi, un nombre tribal griego ("los beocios") y unos pocos más. Boyos (en latín Boii)  derivaría de apofonía de *bhei-, la cual es *bhoi-. Semejante conexión es posible si la forma original de boyo perteneciera a una tribu de hablantes proto-indoeuropeos muy anteriores en el tiempo a los boyos históricos. La tribu celta de la Europa central debe en tal caso ser una población hija final de una tribu antecesora diversificada lingüísticamente.
Las mismas amplias relaciones pueden encontrarse en hipótesis para el derivado de vaca: los beocios fueron conocidos durante más de un siglo como ganaderos, lo que puede que tenga un paralelo con el significado de Italia como "tierra de terneros". Las reconstrucciones indoeuropeas pueden hacerse usando *gʷou-, "vaca", como base, tal como *gʷowjeh³s.
Palabras contemporáneas derivadas incluyen Boiorix ("rey de los boyos", uno de los jefes de los cimbrios) y Boiodurum ("puerta/fuerte de los boyos", moderna Passau) en Alemania. Su memoria también perdura en los nombres regionales modernos de Bohemia, una forma mixta de boio- y protogermánico *haimoz, "casa": "casa de los boyos", y 'Bayern', Baviera, que deriva de la tribu germánica Baiovarii (germ. *baio-warioz: el primer componente se explica más plausiblemente como una versión germánica de Boii; la segunda parte es un morfema formacional usual de nombres tribales germánicos, que quiere decir 'moradores', como en el anglosajón -ware); esta combinación "boyos-moradores" puede haber significado "aquellos que viven donde anteriormente estuvieron los boyos".

## Historia
Practicaban el rito crematorio desde época temprana. Se dividieron en dos grupos, uno que partió hacia el centro de Europa y otro que se internó en el norte de la península italiana.

### Los boyos del Danubio

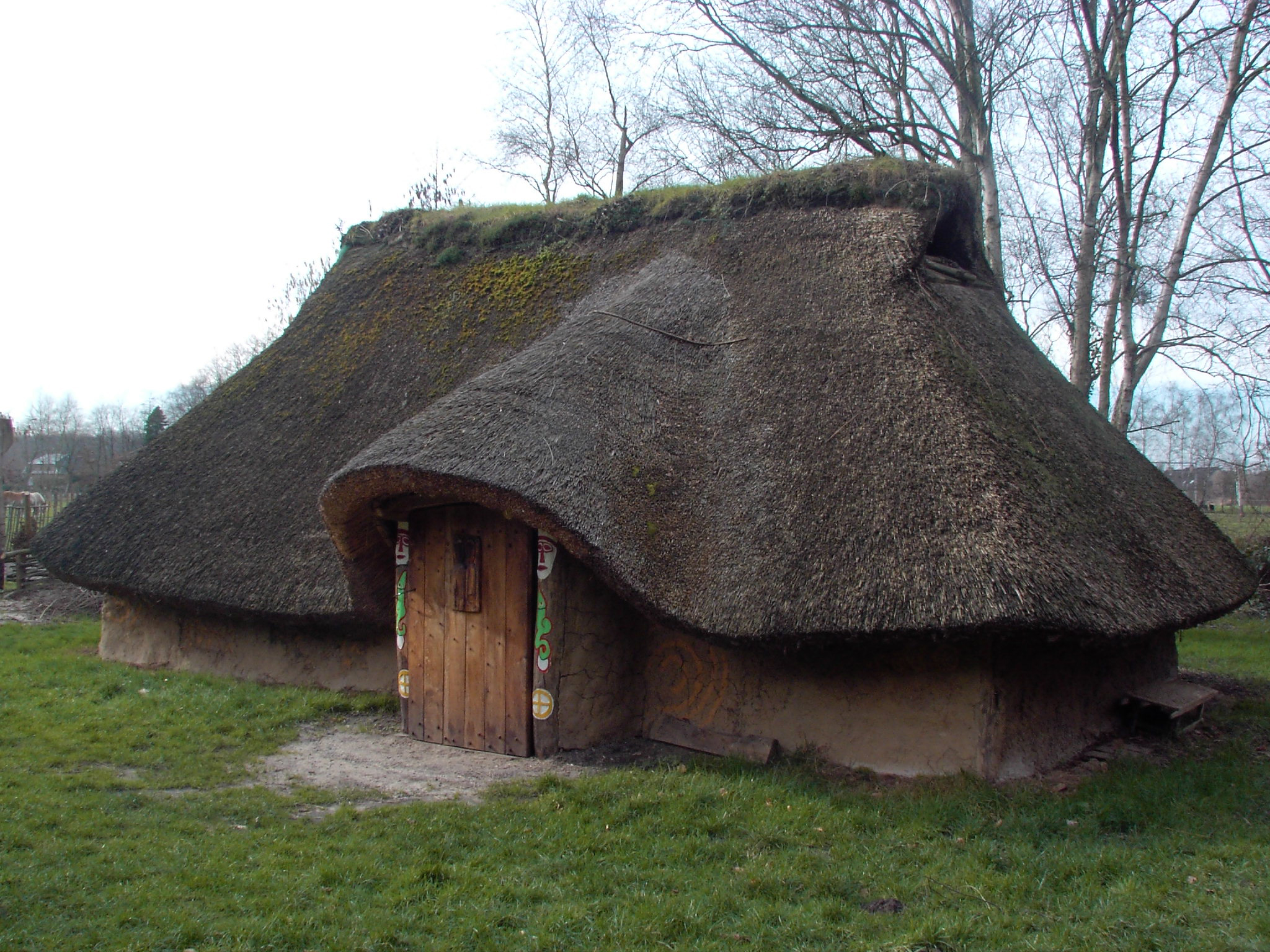
Reconstrucción de una casa gala en Alemania.

Uno de estos grupos se asentó en Bohemia en el siglo V a. C., y según algunos expertos, dieron el nombre a la región, pues parece ser que Bohemia significa morada de los boyos. En contra de la interpretación de los escritores clásicos, los boyos panonios atestiguados en fuentes tardías no son sólo los restos de aquellos que habían huido a Italia, sino más bien otra división de la tribu, que se había asentado allí mucho antes. Los ritos de enterramiento de los boyos italianos muestran muchos parecidos con la Bohemia contemporánea, como la inhumación, que era infrecuente en los otros galos cisalpinos, o la ausencia de los torques típicamente celtas occidentales. Esto hace que sea mucho más probable que los boyos cisalpinos realmente fueran originarios de Bohemia más que a la inversa. Habiendo emigrado a Italia desde el norte de los Alpes, algunos de los celtas derrotados simplemente regresaron con sus compatriotas.
Los boyos panonios están mencionados de nuevo a finales del siglo II a. C. cuando rechazaron a los cimbrios y los teutones (Estrabón VII, 2, 2). Más tarde, atacaron a la ciudad de Noreya (en la moderna Austria) poco antes de que un grupo de boyos (32.000 según Julio César - el número es posiblemente una exageración) se unieran a los helvecios en su intento de asentarse en la Galia occidental. Después de la derrota de los helvecios en Bibracte, la influyente tribu hedua permitió a los supervivientes boyos asentarse en su territorio, donde ocuparon el oppidum de Gorgóbina. Aunque fueron atacados por Vercingétorix durante una fase de la guerra, lo apoyaron con dos mil hombres en la batalla de Alesia (Julio César, Comentarios a la guerra de las Galias, Libro VII, 75).
De nuevo, otra parte de los boyos permanecieron más cerca de su patria tradicional, y se asentaron en las tierras bajas húngaras por el Danubio y el Mura, con un centro en Bratislava. Alrededor del año 40 a. C. chocaron con el creciente poder de los dacios bajo su rey Berebistas y fueron derrotados. Cuando los romanos finalmente conquistaron Panonia en el año 8, los boyos no parecen habérseles opuesto. Su anterior territorio era llamada ahora deserta Boiorum (deserta significa desierto, esto es, «vacío o escasamente poblado»). Sin embargo, los boyos no habían sido exterminados: hay una civitas Boiorum et Azaliorum (los azalios serían una tribu vecina) que estaba bajo la jurisdicción de un prefecto de la orilla danubiana (praefectus ripae Danuvii). Esta civitas, un término administrativo romano usual que designa tanto a la ciudad como al distrito tribal alrededor de él, fue más tarde unida a la ciudad de Carnuntum.
Fueron expulsados de la región por los marcomanos hacia el siglo I d. C.

### Asentamiento en el norte de Italia
Polibio narra que los celtas eran vecinos cercanos de los etruscos y "pusieron sus ojos codiciosos en su bello país". Este segundo grupo penetró en Italia hacia el año 400 a. C. junto con los senones, y se asentaron en el valle del Po, expulsando a los etruscos y reasentándose allí. Los boyos tomaron la orilla derecha en el centro del valle. Estrabón confirma que los boyos emigraron desde sus tierras cruzando los Alpes y eran una de las tribus más grandes de los celtas. Livio añade que los boyos y los lingones cruzaron el Poeninus mons, que según la costumbre romana de llamar a un paso de montaña mons, se refiere a un paso en los Alpes Peninos, muy probablemente el Paso del Gran San Bernardo, y encontró ya ocupado el país entre los Alpes y el río Po. Cruzaron el Po en balsas, expulsaron a los etruscos y a los umbrios cerca de los Apeninos y se asentaron allí.
Como los lingones eran del Marne superior y el Sena superior, y los boyos del siglo I a. C. tuvieron que cruzar el Rin para ayudar a los helvecios de Suiza contra César, parece que habían estado en Alsacia, la región entre el Rin superior y el Danubio superior, y Danubio abajo a través de Baviera, Austria, probablemente llegando hasta Bohemia. Los suevos germanos, que más tarde ocuparon la orilla izquierda del Danubio, estaban todavía en el centro de Alemania y no representaban ninguna amenaza para los celtas.
En Italia, los boyos ocuparon la antigua ciudad etrusca de Felsina. Lo hicieron para asentarse en la región alrededor de ella. Cambió su nombre por el céltico de Bononia (Bolonia), ciudad que se transformó en capital de los boyos. Más tarde los romanos colocaron una colonia a la que llamaron Bononia (Bolonia), que es un nombre céltico-romano parecido a Vindobona (Viena) también en el territorio de los boyos. Muy probablemente Bononia proviene de un nombre céltico para la ciudad.
La evidencia arqueológica en Bolonia y sus alrededores contradice el testimonio de Polibio y Livio en algunos aspectos. Dicen que los boyos expulsaron a los etruscos y quizás algunos se vieron obligados a marchar. Polibio también retrata a los celtas en Italia como que vivían en cabañas en pueblos sin murallas, sin muebles, durmiendo en camas de hojas. Ellos practicaban la agricultura y la guerra, y no tenían conocimiento de ninguna otra arte o ciencia. Su riqueza era exclusivamente el oro y el ganado, que eran portátiles.
La evidencia arqueológica indica que los boyos no destruyeron ni despoblaron Felsina, sino que simplemente se trasladaron a ella y se convirtieron en parte de la población a través de matrimonios mixtos. Los cementerios de la época en Boloña contienen armas de La Tène y otros artefactos, vinculando a los boyos a esta cultura de La Tène, y también objetos etruscos, como espejos de bronce. En Monte Bibele, no lejos, una tumba contiene armas de La Tène y una vasija con un nombre femenino etrusco rayado en ella.
Los puntos de vista de los autores romanos en relación con el modo de vida celta son más severos de lo que sugieren los restos, sea cual sea la razón, aún pendiente de aclarar por los eruditos. Los boyos de hecho se apropiaron de mujeres y riquezas etruscas, viviendo al menos en parte en entornos urbanos desarrollados por los etruscos, a los que no expulsaron, al menos no enteramente.

### Guerra contra Roma
En la segunda mitad del siglo III a. C., los boyos se aliaron con otros galos cisalpinos y los etruscos en contra de Roma. En el año 218 a. C., y durante el transcurso de la segunda guerra púnica, ofrecieron su apoyo a las tropas de Aníbal, matando al general romano L. Postumio Albino, cuyo cráneo fue convertido entonces en un cuenco (bol) de sacrificios (Liv. XXIII, 24). Poco tiempo después, fueron derrotados en Telamón en el año 224 a. C. y finalmente en 193 a. C. cerca de Mutina (la moderna Módena). Tras la pérdida de su capital, una gran proporción de los boyos abandonaron Italia.

## Los boyos en fuentes antiguas
En algún momento entre el año 205 a. C. y 184 a. C., Plauto se refiere a los boyos en su obra Captivi:
At nunc Siculus non est, Boius est, Boiam terit
Pero ahora él no es un siciliano — es un boyo, tiene una mujer boya.
(Hay un juego de palabras: Boia significa "mujer de los boyos", también "collar de constricción de criminales convictos".)
En el volumen 21 de su obra Ab Urbe condita, Livio (59 a. C.- 17 d. C.) pretende que fue un hombre boyo el que ofreció mostrar a Aníbal el camino a través de los Alpes.
Cuando, después de que ocurriera así la acción, sus propios hombres regresaron con cada general, Escipión pudo adoptar ningún plan fijo de procedimiento, excepto que él debía tomar sus medidas de los planes y procedimientos del enemigo: y Aníbal, inseguro de si debía continuar la marcha que había comenzado en Italia, o luchar con el ejército romano que se le había presentado primero, la llegada de embajadores de los boyos, y un pequeño príncipe llamado Mágulo, se apartaron de un compromiso inmediato; quien, declarando que serían los guías de su viaje y los compañeros de sus peligros, lo dieron como opinión suya, que Italia debía ser atacada con toda la fuerza de la guerra, no habiendo sido igualada previamente nunca su fuerza.
En el siglo I a. C. los boyos que vivían en un oppidum de Bratislava (Eslovaquia) acuñaron Biatecos, monedas de alta calidad con inscripciones (probablemente los nombres de reyes) en letras latinas. Esta es la única "fuente escrita" proporcionada por los propios boyos.